# Agalmatofilija
Agalmatofilija (od grčkog agalma 'statua', i philia 'prijateljstvo, bliskost') je seksualna privlačnost prema statui, lutki i sličnom figurativnom predmetu. Privlačnost može sadržavati i želju za seksualnim kontaktom s predmetom, fantaziju o seksualnim (i ne-seksualnim) susretima s oživljenim ili neoživljenim predmetima, promatranje susreta između samih predmeta, ili seksualni užitak zbog pomisli o pretvaranju sebe ili drugih u predmet. Agalmatofilija može uključivati i pigmalionizam (od mita o Pigmalionu) koji opisuje ljubav prema vlastitom djelu.
Medicina svrstava agalmatofiliju u parafilije, kategoriju srodnih duševnih poremećaja u grupi poremećaja spolne sklonosti.